# Nwa
Nwa es un municipio del departamento de Donga-Mantung de la región del Noroeste, Camerún. En noviembre de 2005 tenía una población censada de 69 954 habitantes.
Se encuentra ubicado cerca de la frontera con Nigeria.